# Otto Liman von Sanders
Pour les articles homonymes, voir Sanders.

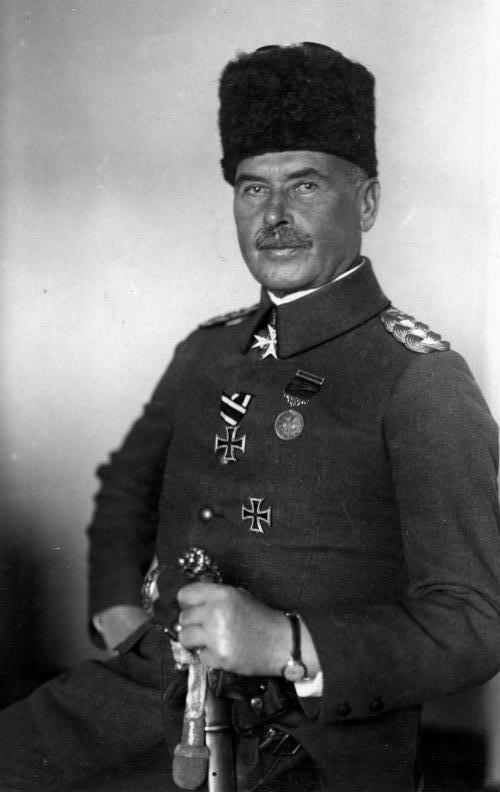
Otto Liman von Sanders en 1916.

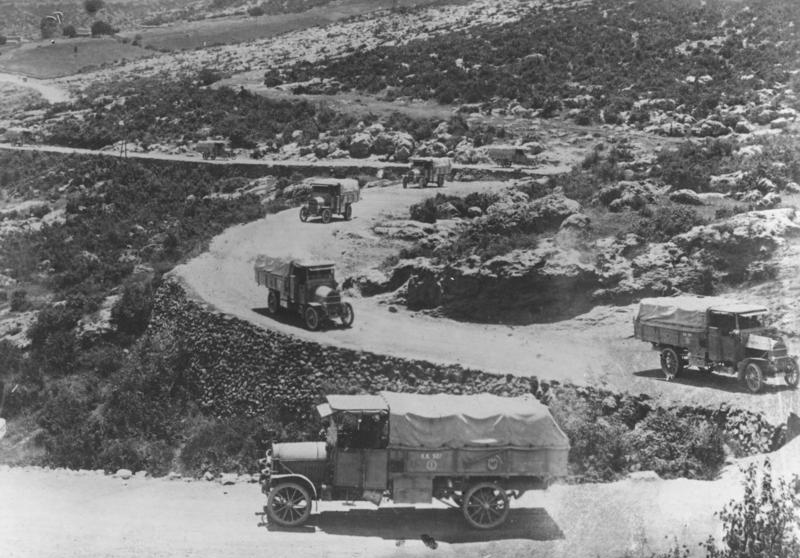
Convoi de camions allemands traversant le Taurus, 1916.

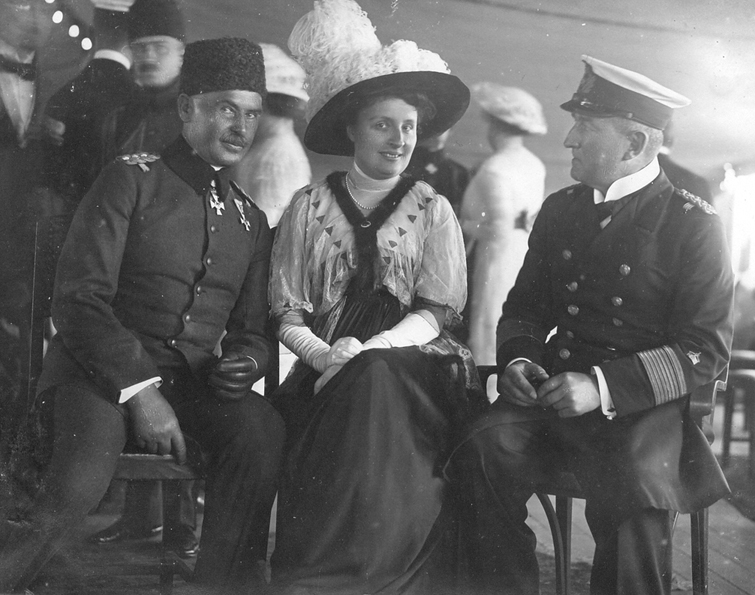
Liman von Sanders (à g.) avec sa fille et l'amiral Wilhelm Souchon, chef de la flotte ottomane, 1917.

Otto Liman von Sanders est un général de l'armée allemande né le 17 février 1855 à Stolp et mort le 22 août 1929 à Munich. Envoyé en 1913 comme chef de la mission militaire allemande dans l'Empire ottoman, il devient le conseiller et organisateur de l'armée ottomane pendant la Première Guerre mondiale.

## Biographie
Il est né à Stolp en province de Poméranie. Après avoir obtenu son diplôme du lycée Frédéric-Guillaume de Berlin, Liman rejoint le 13 mars 1874 en tant que porte-drapeau dans le 115e régiment d'infanterie (de). De 1878 à 1881, il fréquenta l'académie de guerre (de) et passe au 23e régiment de dragons de la Garde. En 1885, il est promu premier lieutenant, en 1887, il est affecté à l' état-major. En 1889, il devient capitaine et, en 1891, chef d'escadron. En tant que major en 1900, il commande le 6e régiment de hussards (de), il devient colonel en 1904 et major général en 1908. En tant que lieutenant général, il commande la 22e division d'infanterie jusqu'à son départ pour la Turquie en décembre 1913.
Le 16 juin 1913, à l'occasion du 25e anniversaire du règne de l'empereur Guillaume II, Liman est élevé à la noblesse prussienne héréditaire. Comme titre de noblesse, il choisit le nom de jeune fille de sa défunte première épouse Amelie von Sanders (1858-1906), qu'il épouse à Darmstadt en 1877. De ce mariage, il a trois filles.

## Mission militaire dans l'Empire ottoman
Comme d'autres généraux prussiens avant lui (le comte von Moltke, le baron von der Goltz) il est nommé, en 1913, à la tête d'une mission militaire allemande pour l'Empire ottoman. Pendant près de quatre-vingts ans, l'Empire ottoman a tenté de moderniser son armée en suivant les modèles européens. Liman von Sanders est le dernier Allemand à avoir contribué à cette tâche.

### Conseiller militaire
Initialement, Liman se forge une mauvaise opinion sur l'armée ottomane et ses dirigeants politiques. En juillet 1914 (alors que la guerre est imminente), Enver Pacha propose une alliance à l'Allemagne. L'ambassadeur allemand à Constantinople, Hans von Wangenheim, après avoir consulté Liman, refuse l'offre d'Enver. L'analyse à l'époque est que l'armée ottomane est faible, le gouvernement n'a que peu de marge de manœuvre financière et les dirigeants sont incompétents. Toutefois, le 1er août 1914, les deux gouvernements signent en secret un traité d'alliance. Ce traité stipule, entre autres, que la mission militaire allemande aura une « influence effective » sur les opérations des armées ottomanes. Au début, cette influence est faible, mais lorsqu'Enver Pacha et Djemal Pacha connaissent leurs premières défaites, la mission allemande prend de plus en plus l'ascendant.
Lorsque les forces ottomanes entrent finalement en guerre (après deux mois à tenter d'éviter un conflit ouvert avec les Alliés), Enver Pacha montre à Liman von Sanders son plan pour détruire l'armée russe qui défend Kars. Liman tente de l'en dissuader, mais son conseil est ignoré. Enver Pacha mène personnellement l'armée ottomane à sa pire défaite de la Première Guerre mondiale, à la bataille de Sarikamis. Djemal Pacha eut la tâche d'attaquer le canal de Suez, conseillé par l'Allemand Kress von Kressenstein. L'attaque sur Suez échoua, avec de faibles pertes.

### Commandant des forces ottomanes aux Dardanelles
Un Enver Pacha abattu revient à Constantinople et prend la direction de l'armée ottomane autour de la capitale. Après qu'une force maritime et terrestre britannico-française s'est attaquée aux forts défendant le détroit des Dardanelles (18 mars 1915), Enver Pacha redonne le commandement à Liman von Sanders. La défense du gouvernement est alors entre les mains d'un général allemand.
Liman a peu de temps pour organiser les défenses, mais deux éléments jouent en sa faveur. Tout d'abord, la 5e armée ottomane (en) est la meilleure de l'Empire. Elle est constituée de 84 000 soldats bien équipés, répartis en six divisions. Ensuite, il est aidé par une mauvaise stratégie des Alliés. En effet, après avoir tenté en vain de faire franchir le détroit par leur flotte, ceux-ci tentent un débarquement pour s'emparer de la péninsule de Gallipoli et détruire par la terre les forts défendant le détroit. Liman a un mois pour se préparer, profitant de la perte de tout effet de surprise après l'échec de l'assaut maritime. Le 23 avril 1915, les Britanniques débarquent une force importante au cap Helles. Liman prend alors une de ses meilleures décisions de cette période : il nomme Mustafa Kemal (le futur Atatürk) au commandement de la 19e division. La division de Kemal sauve littéralement ce jour les Ottomans. Le jour du débarquement, ses troupes marchent jusqu'aux coteaux surplombant les plages. Kemal voit le danger et s'assure personnellement que ses troupes tiennent le coteau. Ils ne seront jamais délogés, malgré des attaques constantes pendant cinq mois.
D'avril à novembre 1915, lorsque la décision d'évacuer est prise, Liman subit de nombreuses attaques contre ses positions défensives. Les Britanniques tentent un autre débarquement dans la baie de Suvla (en), qui est également stoppé. Le seul point positif du côté des Alliés est la réussite de l'opération d'évacuation avec des pertes mineures. Cette bataille reste toutefois une victoire significative pour l'armée ottomane et qui doit être en partie attribuée à von Sanders.

### À la tête de l'armée de Palestine
En 1918, dernière année de la guerre, Liman reprend le commandement de l'armée ottomane en Palestine. Il remplace le général allemand Erich von Falkenhayn battu par le général britannique Edmund Allenby fin 1917.
Liman est paralysé par le déclin de la puissance ottomane. Ses forces ne peuvent plus faire autre chose qu'occuper des positions défensives et attendre l'attaque britannique. Celle-ci met du temps à venir, mais lorsque Allenby la déclenche, l'armée ottomane est détruite en une semaine de combat lors de la bataille de Megiddo. Liman échappe de peu à la capture sur place, et se réfugie à Constantinople.

### Captivité
Mais après la reddition de l'Empire ottoman, il y est arrêté et est alors conduit en captivité à Malte. Il fait partie des cent-quarante-cinq dignitaires ottomans, appelés « Exilés de Malte », extraits des prisons turques par les Alliés lors de l'occupation de Constantinople et envoyés là dans l'attente de la tenue d'un tribunal international visant à poursuivre et condamner les Ottomans auteurs de crimes de guerre (en), mais cette démarche restera sans suite. Il est relâché en septembre 1919[réf. nécessaire] et se retire de l'armée allemande la même année.
Liman publie en 1920 un livre écrit en captivité dans lequel il relate ses expériences avant et après la guerre. Il meurt neuf ans plus tard à Munich, à l'âge de 74 ans.